# Stewartstown, New Hampshire
Stewartstown är en kommun (town) i Coos County i delstaten New Hampshire i USA med 1 004 invånare (2010).